# Sobeca
 (mai 2021).
Si vous disposez d'ouvrages ou d'articles de référence ou si vous connaissez des sites web de qualité traitant du thème abordé ici, merci de compléter l'article en donnant les références utiles à sa vérifiabilité et en les liant à la section « Notes et références ».
Sobeca (pour Société beaujolaise de canalisation) est une entreprise française de travaux publics, filiale historique du Groupe Firalp. Créée le 28 juillet 1970, elle connait en quelques années un rapide développement dans toute la France. SOBECA est implantée sur le territoire français à travers un réseau d'une quarantaine d'agences.
Le Groupe FIRALP rassemble plusieurs grands métiers : les réseaux électriques (HTA/HTB/BT), les réseaux numériques, l'éclairage public, les réseaux gaz et chauffage urbain, l'électricité industrielle et tertiaire.